# Superpartner
|                               | SM-artige Felder (PR = +1)                                                    | SM-artige Felder (PR = +1) | SM-artige Felder (PR = +1) | Superpartner (PR = -1) | Superpartner (PR = -1) | Superpartner (PR = -1) |
| ----------------------------- | ----------------------------------------------------------------------------- | -------------------------- | -------------------------- | --- | ---------------------- | ---------------------- |
| Eichgruppe                    |                                                                               | Spin                       |                            | | Spin                   |                        |
| {\displaystyle U(1)\,\!_{Y}}  | B ({\displaystyle B\,\!})                                                     | 1                          | Eich- Bosonen              | Bino ({\displaystyle {\tilde {B}}}) | ½                      | Gauginos (Fermionen)   |
| {\displaystyle SU(2)\,\!_{L}} | W ({\displaystyle W\,\!})                                                     | 1                          | Eich- Bosonen              | Winos ({\displaystyle {\tilde {W}}}) | ½                      | Gauginos (Fermionen)   |
| {\displaystyle SU(3)\,\!_{c}} | Gluonen ({\displaystyle g\,\!})                                               | 1                          | Eich- Bosonen              | Gluinos ({\displaystyle {\tilde {g}}}) | ½                      | Gauginos (Fermionen)   |
| —                             | Higgs-Felder ({\displaystyle H\,\!})                                          |                            | Bosonen                    | Higgsinos ({\displaystyle {\tilde {H}}}) |                        | Fermionen              |
| —                             | Graviton ({\displaystyle G\,\!})                                              | 2                          | Bosonen                    | Gravitino ({\displaystyle {\tilde {G}}}) | 3/2                    | Fermionen              |
| —                             | Leptonen ({\displaystyle e,\mu ,\tau ,\nu _{e},\nu _{\mu },\nu _{\tau }\!\,}) | ½                          | Fermionen                  | Sleptonen ({\displaystyle {\tilde {e}},{\tilde {\mu }},{\tilde {\tau }},{\tilde {\nu }}_{e},{\tilde {\nu }}_{\mu },{\tilde {\nu }}_{\tau }}) | 0                      | Bosonen                |
| —                             | Quarks ({\displaystyle d,u,s,c,b,t\!\,})                                      | ½                          | Fermionen                  | Squarks ({\displaystyle {\tilde {d}},{\tilde {u}},{\tilde {s}},{\tilde {c}},{\tilde {b}},{\tilde {t}}})                                      | 0                      | Bosonen                |

Supersymmetrische (SUSY) Theorien der Elementarteilchenphysik sagen für jedes vorhandene Elementarteilchen die Existenz mindestens eines Partnerteilchens (Superpartners oder S-Teilchens) voraus, das – mit Ausnahme des Spins – exakt gleiche Quantenzahlen besitzt.
Der Spin des supersymmetrischen Partners ist i. A. um ½ geringer, d. h. den Bosonen (ganzzahliger Spin) und den Fermionen (halbzahliger Spin) werden jeweils supersymmetrische Partner aus der anderen Teilchensorte zugeordnet.

## Verwendung des Begriffs
Der Ausdruck Superpartner bezieht sich entweder im Plural auf eine Menge Teilchen, die zueinander Partnerteilchen sind, oder im Singular auf die Partner der 'normalen' Teilchen (im Englischen auch sparticle genannt).
Als „normale“ Teilchen in diesem Sinn (bzw. „standardmodellartige“ Teilchen, weil sie noch nicht durch Supersymmetrie-Transformationen entstanden sind) gelten: 
- alle Teilchen (und Antiteilchen) des Standardmodells der Teilchenphysik (SM). Dieses beinhaltet alle bisher experimentell nachgewiesenen fundamentalen Elementarteilchen.
- zusätzliche Higgs-Felder, die von SUSY-Theorien wie dem minimalen supersymmetrischen Standardmodell benötigt werden
- das hypothetische Graviton.

Für diese Teilchen ist die R-Parität +1, für ihre Superpartner −1.

## Namensgebung
- Der Superpartner eines Bosons (gleich ob Teilchen oder Feld) – ein supersymmetrisches Fermion – heißt Bosino, der Name endet auf -ino (ggf. anstelle von -on).
- Der Superpartner eines Fermions – ein supersymmetrisches Boson – heißt Sfermion, im Namen wird ein S- vorangestellt. Beispiele: Squark, Selektron ({\displaystyle {\tilde {e}}}), Sdown ({\displaystyle {\tilde {d}}})
- Neutrinos sind trotz ihres Namens keine Superteilchen, sondern 'normale' Fermionen, ihre Superpartner sind die Sneutrinos.

## Masse
Im Standardmodell existieren keine Teilchen bzw. Felder, die zueinander Superpartner sind. Sollten Superpartner von Elementarteilchen tatsächlich in der Natur existieren, so wird angenommen, dass diese eine große Masse besitzen und dass Supersymmetrie in dem bislang an Teilchenbeschleunigern experimentell zugänglichen Energiebereich eine gebrochene Symmetrie ist.